# 柴田和徳
柴田 和徳（しばた かずのり、1946年4月12日 - ）は、日本の実業家。コスモグラフィック初代代表取締役社長。恵庭開発初代代表取締役社長。札幌国際観光第四代代表取締役社長。

## 略歴
1946年4月12日に生まれる。
1983年4月1日、名古屋にて製版製造会社のコスモグラフィックを設立し、代表取締役社長に就任する。その後、コスモグラフィックは順調に成長し、北海道に進出する。
2003年5月、拓銀破たんで前の運営会社が経営難となった恵庭カントリー倶楽部の再建を図るため、2003年5月に、恵庭開発株式会社を創業し、自ら代表取締役社長に就任する。恵庭カントリー倶楽部の再建を見事果たす。2006年10月、株式会社コスモグラフィックは、共同印刷株式会社の子会社となり、柴田和徳は、コスモグラフィックの代表取締役社長を辞任する。2007年11月2日、恵庭開発が、札幌ロイヤルホテルを買収し、経済界や北海道民に注目されることとなる。2008年3月、札幌ロイヤルホテルやセンチュリーロイヤルホテルを経営していた札幌国際観光株式会社を、恵庭開発株式会社の子会社とし、柴田和徳自ら、札幌国際観光の代表取締役社長に就任する。2010年9月、札幌国際観光の代表取締役を降任するが、同社取締役会長の任につく。

## 役職
- 株式会社コスモグラフィック代表取締役社長（1983年4月1日 - 2006年10月）
- 恵庭観光株式会社代表取締役（2003年5月 - ）
- 札幌国際観光株式会社代表取締役（2008年3月 - 2010年8月）